# Państwowe Liceum i Gimnazjum im. Marszałka Edwarda Śmigłego-Rydza w Brzeżanach
Państwowe Liceum i Gimnazjum im. Marszałka Edwarda Śmigłego-Rydza w Brzeżanach – polska szkoła z siedzibą w Brzeżanach w okresie II Rzeczypospolitej, od 1938 o statusie gimnazjum i liceum ogólnokształcącego.

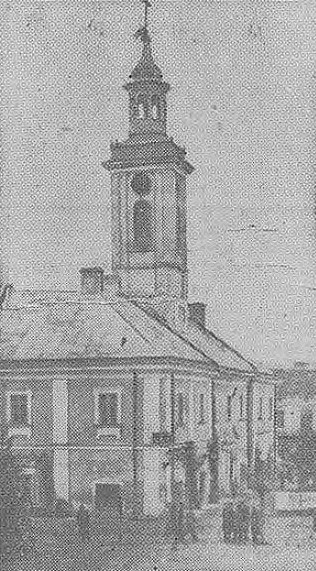
Budynek ratusza

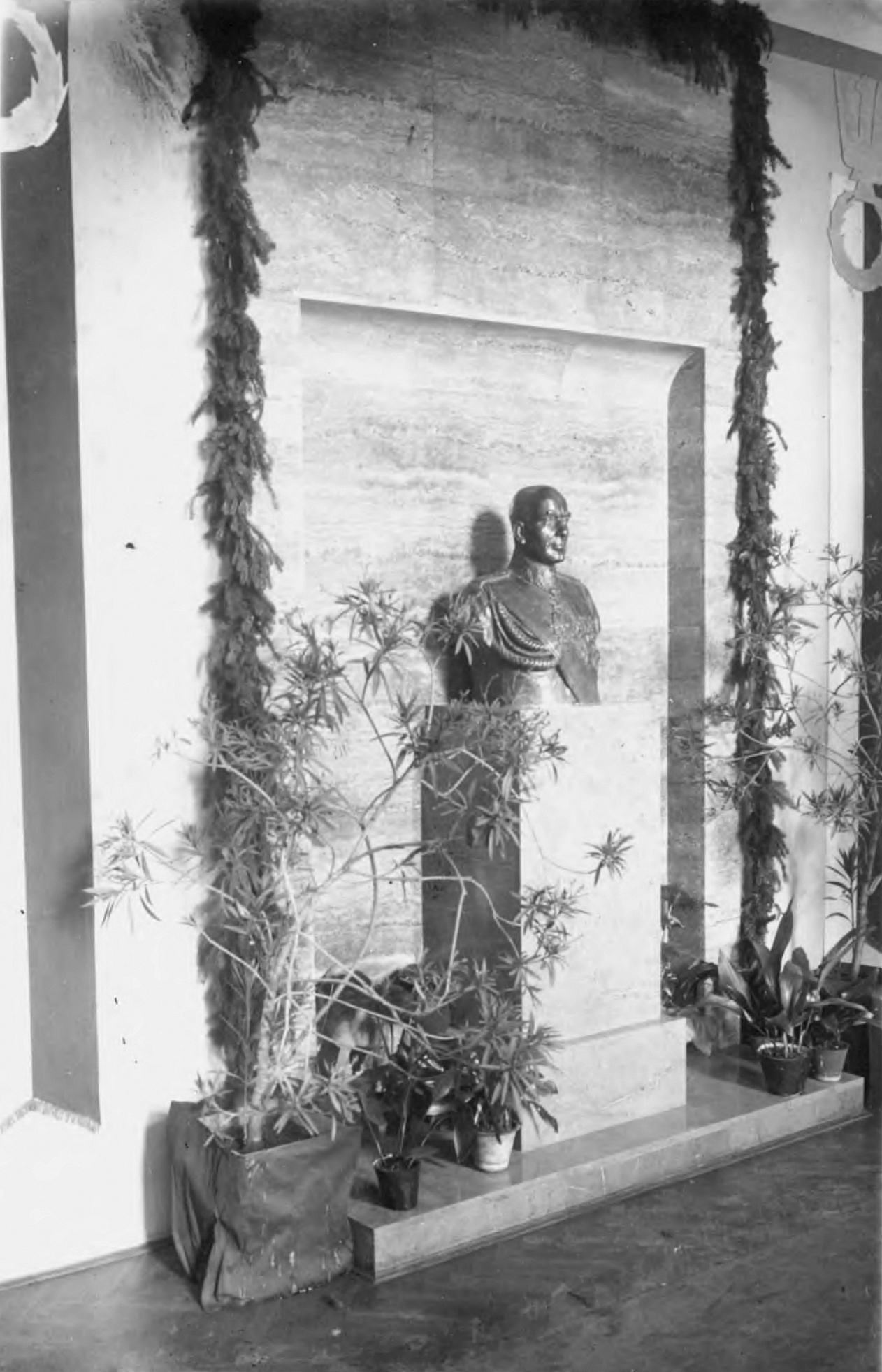
Popiersie Edwarda Śmigłego-Rydza

## Historia
Gimnazjum zostało otwarte w okresie zaboru austriackiego 1 września 1805 po przeniesieniu ze Zbaraża, gdzie istniało od 1789 (zob. gimnazjum w Zbarażu). Inicjatorką przeniesienia szkoły była ks. Izabela Lubomirska, która przekazała pięć pomieszczeń w ratuszu w mieście. Pierwszy egzamin dojrzałości w gimnazjum został przeprowadzony w 1865. Przed 1918 szkoła działała pod nazwami „C.K. Gimnazjum w Brzeżanach” i „C.K. Wyższe Gimnazjum w Brzeżanach”. W czerwcu 1906 odbyły się uroczyste obchody 100-lecia istnienia gimnazjum w Brzeżanach.
Po zakończeniu I wojny światowej oraz powstaniu Zachodnioukraińskiej Republiki Ludowej od listopada 1918 szkoła funkcjonowała jako Państwowe Gimnazjum z ukraińskim językiem wykładowym.
Po odzyskaniu przez Polskę niepodległości i nastaniu II Rzeczypospolitej szkoła funkcjonowała jako „Gimnazjum Państwowe w Brzeżanach”, prowadzone w typie neoklasycznym. W latach 20. szkoła mieściła się nadal w budynku ratusza, należącego do hr. Jakuba Potockiego. W 1926 w Gimnazjum działało w charakterze utrakwistyczny, tj. z dwoma językami wykładowymi: polskim i ruskim. Wówczas w Gimnazjum było osiem polskich klas z ośmioma oddziałami, w których uczyło się łącznie 286 uczniów płci męskiej i 53 uczennice.
Rozporządzeniem Ministra Wyznań Religijnych i Oświecenia Publicznego z 15 lutego 1937 została ustalona nazwa szkoły „Państwowe Gimnazjum im. Marszałka Edwarda Śmigłego-Rydza w Brzeżanach”. Zarządzeniem Ministra Wyznań Religijnych i Oświecenia Publicznego Wojciecha Świętosławskiego z 23 lutego 1937 „Państwowe Gimnazjum im. Marszałka Edwarda Śmigłego-Rydza w Brzeżanach” zostało przekształcone w „Państwowe Liceum i Gimnazjum im. Marszałka Edwarda Śmigłego-Rydza w Brzeżanach” (państwową szkołę średnią ogólnokształcącą, złożoną z czteroletniego gimnazjum i dwuletniego liceum), a po wejściu w życie tzw. reformy jędrzejewiczowskiej szkoła miała charakter koedukacyjny, a wydział liceum ogólnokształcącego był prowadzony w typie humanistycznym i przyrodniczym w polskim języku nauczania oraz w typie humanistycznym w ruskim języku nauczania. Podczas uroczystości 7 listopada 1937 w kościele w Brzeżanach poświęcono sztandar gimnazjalny, a wizytator KOSL Juliusz Zaleski w holu na parterze gmachu szkoły dokonał odsłonięcia popiersia Marszałka Edwarda Śmigłego-Rydza autorstwa rzeźbiarza Jana Małety.

## Dyrektorzy
- Joseph Werner (1844[9])
- Antoni Lischka (1845[1]–1862[10])
- Wilhelm Schechtel[1]
- Antoni Sołtykiewicz[1] (1868–1872[11])
- Mateusz Kurowski[1]
- Franciszek Grzegorczyk[1][12] (do 11 czerwca 1905[13])
- Aleksander Frączkiewicz[14][1] (od 13 października 1905[15])
- Wołodymyr Husak[3][16]
- Roman Koestlich (po 1918–1938)[17][1][18]
- E. Olszewski (1937)[19]

## Nauczyciele
- Iwan Babij
- Józef Czernecki
- Filip Diaczan
- Antoni Gołkowski
- Maciej Hirschler[20]
- Zenon Keffermüller
- Zygmunt Klinger
- Władysław Kucharski
- Maurycy Maciszewski
- Franciszek Kurzawa[21]
- Maurycy Maciszewski
- Edward Pieczonka
- Seweryn Płachetko
- Karol Rawer
- ks. Mychajło Sonewycki (Michał Soniewicki)
- Prokop Schutt (m.in. w 1845)[22]
- Władysław Ścibor-Rylski
- Zygmunt Uranowicz[23]
- Józef Wyrobek

## Uczniowie i absolwenci
Absolwenci
- Wołodymyr Baczynski – adwokat (1898)
- Felicjan Plato Bałaban – oficer (1910)
- Henryk Biegeleisen – etnograf, historyk (1876)
- Mieczysław Bilski – prawnik (1894)
- Alfred Biłyk – prawnik (1907)
- Leonard Chrzanowski – prawnik (1908)
- Mikołaj Freund-Krasicki – oficer (1907)
- Ludwik Czyżewski – generał (1911)
- Franciszek Fabry – generał
- Tadeusz Gromnicki – duchowny rzymskokatolicki
- Walerian Heck – nauczyciel (1872)
- Józef Hoffman – oficer (1925)
- Kazimierz Horoszkiewicz – generał (1888)
- Aleksander Jasiński-Sas – generał (1886)
- Stepan Kaczała – duchowny greckokatolicki
- Józef Kamiński – generał (1937)
- Bronisław Kawałkowski – oficer (1909)
- Emil Kipa – historyk i urzędnik konsularny (1904[24])
- Tadeusz Knopp – oficer (1913)
- Klemens Kocowski – nauczyciel (1902)
- Władysław Kohlberger – lekarz (1875)
- Franc Kokowski – prawnik (1906)
- Henryk Kopia – nauczyciel (1883)
- Michał Kuryłowicz – generał
- Mychajło Kuzemśkyj – duchowny greckokatolicki
- Bohdan Łepki – pisarz
- Teofil Maresch – generał (1907)
- Jan Matłachowski – nauczyciel (1897)
- Piotr Motylewicz – oficer (1934)
- Karol Müller – oficer (1907)
- Stanisław Narajewski – duchowny rzymskokatolicki (1879)
- Wacław Nartowski – nauczyciel (1905)
- Józef Ołpiński – urzędnik (1912)
- Tadeusz Osostowicz – oficer (1914)
- Zbigniew Osostowicz – oficer (1912)
- Witold Ostrowski – prezydent Krakowa
- Michał Pakosz – generał (1910)
- Karol Piórecki – oficer (1907)
- Franciszek Próchnicki – pedagog
- Edward Śmigły-Rydz – marszałek Polski (1905)
- Stanisław Schaetzel – prawnik (1906)
- Józef Rajmund Schmidt – prawnik
- Łukasz Solecki – duchowny rzymskokatolicki (1844)
- Jarosław Szafran – oficer
- Markijan Szaszkewycz – poeta
- Franciszek Tomaszewski – nauczyciel
- Edmund Uranowicz – prawnik (1905)
- Władysław Tadeusz Wisłocki – slawista (1906)
- Adam Wysocki – wokalista (1925)
- Karol Zaprutkiewicz – oficer (1913)
- Mieczysław Zatłokal – oficer (1914)
- Modest Żabski – oficer

Uczniowie
- Jan Antoni Błaszkiewicz – oficer
- Wiktor Dłużniewski – nauczyciel, pedagog
- Karol Irzykowski – literat
- Aleksander Jasiński – prawnik
- Feliks Jan Mazurkiewicz – oficer
- Emil Michałowski – nauczyciel
- Juliusz Padlewski-Skorupka – oficer
- Edward Rittner – prawnik
- Sergiusz Schilling-Siengalewicz – lekarz
- Czesław Skopowski – archiwista
- Józef Sochaniewicz – generał
- Izydor Szaraniewicz – historyk